# Зенер диода
Зенер диода (звана и Ценер диода) је силицијумска полупроводничка диода, чији је пробојни напон у инверзном режиму рада значајно мањи него код уобичајених диода захваљујући Зенер ефекту. Напон пробоја диоде при инверзној поларизацију се често зове зенеров напон. Зенер диоде се користе за стабилизацију и ограничавање напона.
Названа је по америчком научнику Кларенсу Зенеру. Он је објаснио како се код полупроводничких диода са великом концентрацијом нечистоћа повећава проводност у инверзном режиму рада услед тунелирања електрона из валенте у проводну област. Ова појава доминира у диодама са инверзним напоном пробоја до 5 волти. За диоде са већим пробојним напоном доминира ефекат лавине, појава да електрично поље убрза електроне толико да ударом о атоме из валентне области избијају нове електроне у проводну област, али уобичајено је да се и такве диоде такође називају зенер диодама, док се назив пробојна диода користи само за више напоне.
Код Зенеревог ефекта температурни коефицијент је негативан, а код лавинског ефекта је позитиван, па је укупан температурни коефицијент најмањи за диоде са зенер напоном од око 5 волти, јер су тада оба ефекта уједначена.